# PlanetSide 2
PlanetSide 2 è un videogioco free-to-play appartenente al genere MMOFPS (sparatutto in prima persona multiplayer di massa), pubblicato nel 2012. È sviluppato da Rogue Planet Games, una divisione di Daybreak Game Company, che ne cura anche la distribuzione. Il gioco è il seguito di PlanetSide, uscito nel 2003, e ne espande le dinamiche su vasta scala con battaglie tra centinaia di giocatori in tempo reale all'interno di un mondo persistente.
Annunciato il 7 luglio 2011 durante il Sony Online Entertainment Fan Faire di Las Vegas, il gioco è entrato in fase di closed beta il 6 agosto 2012, per poi concluderla il 17 novembre dello stesso anno.      
Il gioco utilizza il motore grafico proprietario ForgeLight, sviluppato da Daybreak Game Company (all'epoca Sony Online Entertainment) appositamente per supportare ambienti di gioco su larga scala e illuminazione avanzata in tempo reale.

## Trama
In un futuro distante, l'umanità prospera sotto il controllo della Repubblica Terrestre, un governo unificato nato dalle rovine di una guerra globale. La Repubblica ha riunito le nazioni sotto un'unica autorità, promuovendo un'era di stabilità e progresso tecnologico. Con lo sviluppo di nuove tecnologie, gli scienziati riescono a sfruttare i buchi neri come mezzo di trasporto interstellare, scoprendo così il pianeta Auraxis. La Repubblica vi stabilisce la sua prima colonia, ma il collegamento con la Terra viene improvvisamente interrotto quando il buco nero si chiude, isolando i coloni e lasciandoli privi di contatti con il pianeta d'origine.
Nel medesimo periodo, i coloni scoprono su Auraxis antichi manufatti appartenenti a una civiltà aliena avanzata, tra cui una tecnologia denominata nanitica, in grado di rigenerare materia e garantire l'immortalità attraverso la ricostruzione dei corpi. I vertici della Repubblica Terrestre decidono di occultare queste scoperte per evitare squilibri sociali e conflitti interni. Tuttavia, un gruppo di scienziati dissidenti si oppone a tale decisione e prende il controllo di alcune installazioni, fondando la fazione nota come Sovranità Vanu, determinata a studiare e utilizzare la tecnologia aliena per favorire l'evoluzione dell'umanità. Mentre la Repubblica è impegnata a contenere questa minaccia interna, emerge una terza fazione: il Nuovo Conglomerato, formato da ribelli, mercenari e industriali contrari al controllo centralizzato e repressivo della Repubblica, e decisi a lottare per l'indipendenza e la libertà individuale. Da quel momento, il pianeta Auraxis è teatro di un conflitto armato permanente tra le tre fazioni, in una guerra senza fine per il controllo del territorio e delle tecnologie aliene.

### Fazioni
- La Repubblica Terrestre (Terran Republic, abbreviata TR) è una fazione di orientamento autoritario, collettivista e militarista, che pone l'ordine e la disciplina al di sopra delle libertà individuali. Si considera l’erede legittima del governo terrestre originario. Le sue forze armate utilizzano armi caratterizzate da un’elevata cadenza di fuoco e da caricatori di grande capacità, a scapito però del danno inflitto per singolo proiettile.

- La Sovranità Vanu (Vanu Sovereignty, abbreviata VS) è una fazione transumanista composta da scienziati, intellettuali e tecnocrati, devoti allo studio e all'integrazione della tecnologia aliena scoperta su Auraxis. Credono che l’evoluzione dell’umanità passi attraverso l’assimilazione di tali conoscenze. Le loro armi, a energia, si distinguono per una traiettoria rettilinea dei colpi (non soggetta alla caduta balistica), che le rende efficaci a lunga distanza, pur soffrendo di un rinculo accentuato e di una riduzione del danno proporzionale alla distanza.

- Il Nuovo Conglomerato (abbreviato NC) è una fazione separatista ribelle fortemente determinata a restare libera dal controllo e dal dominio della Repubblica Terrestre. Rifiuta ogni forma di autorità percepita come oppressiva, sostenendo che un uomo libero e povero sia preferibile a uno schiavo felice. Le armi di questa fazione hanno un basso rateo di fuoco e pochi colpi per caricatore, ma infliggono un danno elevato per singolo proiettile.

- Nanite System Operatives (abbreviato NSO) è una fazione composta da unità robotiche che possono essere assegnate come rinforzo a qualsiasi fazione. L'unica classe disponibile utilizza due veicoli speciali e può essere giocata gratuitamente dopo aver raggiunto il livello 20 con un qualsiasi profilo.